# گلوله‌ها یا قرعه‌ها
گلوله‌ها یا قرعه‌ها (انگلیسی: Bullets or Ballots) فیلمی در ژانر جنایی به کارگردانی ویلیام کیلی و ادوارد جی. رابینسون است که در سال ۱۹۳۶ منتشر شد.

## بازیگران
- ادوارد جی. رابینسون
- جون بلوندل
- بارتون مک‌لین
- هامفری بوگارت
- فرانک مک‌هیو
- هنری اونیل
- هری کولکر
- گیلبرت امری
- فرانک فیلن
- جو کینگ
- جورج استون
- هربرت رولینسن
- لان پاف
- هری واتسون